# مصفاة الفرقلس
مصفاة الفرقلس هو مشروع يهدف لإنشاء مصفاة نفط في بلدة الفرقلس بمحافظة حمص وسط سوريا، التي يفترض أن تكون بانتهائها ثالث مصفاة في سوريا بعد مصفاة حمص ومصفاة بانياس اللتين لم تعودا تسدَّان حاجة البلاد من المشتقّات النفطية. تبلغ الطّاقة المُقدَّرة للمصفاة ما يربو من 140,000 برميل يومياً، وهي تفوق بذلك طاقة مصفاة حمص، ويُخَطّط لأن يكتمل إنشاؤها بحلول سنة 2015. حصلت بعض العراقيل والمشاكل بخصوص المشروع في سنة 2012 على خلفيَّة أحداث الثورة السورية والأزمة بالبلاد.
كان قد بدأ مشروع مصفاة الفرقلس عندما أقرَّته الحكومة السورية في سنة 2006، ثم بدأ العمل عليه في شهر آذار من سنة 2008 بعد صدور المرسوم التشريعي رقم 9 من الرئيس السوري بشار الأسد المفيد بذلك، وذلك على إثر توقيع سوريا مع فنزويلا ومجموعة البخاري الماليزية اتفاقية شراكة لبناء الصفاة. وقد خُطِّط لإقامة المصفاة على مساحة ثمانية كيلومترات مربعة، وقُدِّر حجم التكاليف بنحو 5.2 مليارات دولار أمريكي متضمّنةً الفوائد. قُدِّرت طاقة المصفاة الكلية بحوالي 140,000 برميل في اليوم، على أنّها لن تُكرِّر سوى 70,000 في اليوم لقلّة الإنتاج نسبةً إلى طاقتها، وستقوم المصفاة بتكرير النفط السوري حصراً بنوعيه ثقيلاً وخفيفاً لقلّة التكلفة، بمتوسّط 35,000 برميل لكلٍّ من النوعين. وقَّعت سوريا وفنزويلا في 3 من كانون الأول سنة 2010 مذكرة تفاهم تهدف إلى توضيح الخطوات التنفيذية اللازمة لاستكمال المشروع، وأهمُّها دراسة شاملة للمصفاة، وقد تحمَّلت الدولتان وحدهما نفقات الدّراسة، حيث لم توافق إيران وماليزيا على إجرائها بالمقام الأول.
شاركت في تشييد مصفاة الفرقلس أربع شركات بارزة من الدّول الأربع المتعاقدة في مشروعها، وهي الشركة العامة لمصفاة حمص من طرف سوريا، وشركة تطوير صناعات التكرير النفطية من طرف إيران، وشركة بترول فنزويلا من طرف فنزويلا، وشركة بتروفيلد المحدودة للتكرير من طرف ماليزيا.
لكن وبحسب توصيات وزارة النفط والثروة المعدنية في سوريا فقد كان مشروع مصفاة الفرقلس يُعَدّ «مشروعاً متعثراً» منذ شهر آب من سنة 2010، ولم يكن ثمّة سبيل لإنعاشه إلا بدعمه بطرقٍ مثل الإعفاء من الضرائب ومنح خصمٍ على النفط الخام. وقد صرَّح وزير النّفط سعيد هنيدي في الخامس عشر من تشرين الأول من سنة 2012 بأنّ مشروع المصفاة قد ألغي نتيجة الأحداث الدَّائرة في البلاد، وما تتعرَّض له مصافي النفط من تخريبات متكرَّرة نتيجةً لها، ولم يحدّد تاريخاً لعودة العمل عليه. إلا أنّه عادَ في 23 من الشهر ذاته وقال أنّ مشروع مصفاة دير الزور قد توقّف، فيما أنّ العمل لا زال مستمرًّا على مصفاة الفرقلس.